# Рамальо, Жозе
Жозе Рамальо (порт. José Ramalho; 15 марта 1901, Куритиба — 14 апреля 1967, Сан-Паулу) — бразильский гребец. Участник летних Олимпийских игр 1932 и 1936 годов.

## Биография
Жозе Рамальо родился 15 марта 1901 года в бразильском городе Куритиба.
Выступал в соревнованиях по академической гребле за спортивную ассоциацию Сан-Паулу.
В 1932 году вошёл в состав сборной Бразилии на летних Олимпийских играх в Лос-Анджелесе. В соревнованиях пар с рулевым вместе с Эстевамом Стратой и Франсиско Брисио заняли последнее, 4-е место, показав результат 8 минут 53,2 секунды и уступив 27,4 секунды завоевавшей золото команде США. Также был заявлен в соревнованиях восьмёрок, но не вышел на старт.
В 1936 году вошёл в состав сборной Бразилии на летних Олимпийских играх в Берлине. В соревнованиях пар с рулевым вместе с Эстевамом Стратой и Десио Клеттенбергом заняли в четвертьфинале последнее, 6-е место, показав результат 8.13,7 и уступив 46,4 секунды попавшей в финал с 1-го места команде Германии. В полуфинале также заняли последнее, 5-е место с результатом 9.32,3, проиграв 33,4 секунды попавшей в финал со 2-го места команде Швейцарии.
Умер 14 апреля 1967 года в Сан-Паулу.